# Isabelle Pedersen
Isabelle Sandstedt Pedersen (Bergen, 27 gennaio 1992) è un'ostacolista norvegese.

## Palmarès
| Anno | Manifestazione    | Sede           | Evento   | Risultato  | Prestazione | Note                          |
| ---- | ----------------- | -------------- | -------- | ---------- | ----------- | ----------------------------- |
| 2008 | Mondiali juniores | Bydgoszcz      | 100 m hs | Semifinale | 13"82       |                               |
| 2009 | Mondiali allievi  | Bressanone     | 100 m hs | Oro        | 13"23       |                               |
| 2009 | Europei juniores  | Novi Sad       | 100 m hs | Argento    | 13"49       |                               |
| 2010 | Mondiali juniores | Moncton        | 100 m hs | Oro        | 13"30       |                               |
| 2011 | Europei juniores  | Tallinn        | 100 m hs | Argento    | 13"37       |                               |
| 2012 | Europei           | Helsinki       | 100 m hs | Batteria   | 13"38       |                               |
| 2013 | Europei indoor    | Göteborg       | 60 m hs  | Semifinale | 8"22        |                               |
| 2013 | Europei under 23  | Tampere        | 100 m hs | Oro        | 13"12       |                               |
| 2013 | Mondiali          | Mosca          | 100 m hs | Batteria   | 13"43       |                               |
| 2014 | Europei           | Zurigo         | 100 m hs | Batteria   | 13"17       |                               |
| 2014 | Europei           | Zurigo         | 4×100 m  | Batteria   | 44"29       | Record nazionale              |
| 2015 | Europei indoor    | Praga          | 60 m hs  | 5ª         | 7"96        |                               |
| 2015 | Mondiali          | Pechino        | 100 m hs | Semifinale | 12"86       | Miglior prestazione personale |
| 2016 | Europei           | Amsterdam      | 100 m hs | Semifinale | 13"20       |                               |
| 2016 | Giochi olimpici   | Rio de Janeiro | 100 m hs | Semifinale | 12"88       |                               |
| 2017 | Europei indoor    | Belgrado       | 60 m hs  | 5ª         | 8"01        |                               |
| 2017 | Mondiali          | Londra         | 100 m hs | Semifinale | 12"87       |                               |
| 2018 | Mondiali indoor   | Birmingham     | 60 m hs  | 6ª         | 7"94        |                               |
| 2018 | Europei           | Berlino        | 100 m hs | Semifinale | 13"04       |                               |

## Altre competizioni internazionali
2013
- 2ª nella finale B della Super League degli Europei a squadre ( Gateshead), 100 m hs - 13"23

2014
- Oro nella First League degli Europei a squadre ( Tallinn), 100 m hs - 13"18